# Ланёввиль-о-Буа
Ланёвви́ль-о-Буа́ (фр. Laneuveville-aux-Bois) — коммуна во французском департаменте Мёрт и Мозель региона Лотарингия. Относится к  кантону Люневиль-Сюд.	

## География
Ланёввиль-о-Буа	расположен в 36 км к востоку от Нанси. Соседние коммуны: Эмбермениль на северо-востоке, Манонвиллер на юге, Тьебомениль и Маренвиллер на юго-западе.

## История
- Коммуна разрушалась во время Первой и Второй мировых войн.

## Демография
Население коммуны на 2010 год составляло 307 человек.
| 1962 | 1968 | 1975 | 1982 | 1990 | 1999 | 2010 |
| ---- | ---- | ---- | ---- | ---- | ---- | ---- |
| 327  | 320  | 296  | 294  | 318  | 304  | 307  |

## Достопримечательности
- Церковь: башня в 4 уровня и неф XVI века.